# Савків Тетяна Василівна
Тетяна Василівна Савків (13 квітня 1949, с. Августівка Козівського району Тернопільської області, Україна — 8 березня 2024) — українська журналістка, публіцист, літераторка. Член НСЖУ (1977). Заслужений журналіст України (1996).

## Життєпис
Закінчила факультет журналістики Львівського університету (1978).
Працювала зоотехніком у Козівському районі; згодом — у редакціях газет «Ровесник», «Вільне життя».
У 1990—2005 — оглядач, ведуча популярної рубрики «Від четверга до четверга», заступник редактора газети «Свобода». Від 2006 — у редакції газети «Четверта влада».
Від 2013 — у редакції газети «Наш день».

## Доробок
Автор численних публікацій у регіональних та всеукраїнських виданнях.
Вірші опубліковані в обласній та всеукраїнській періодиці, зокрема журналі «Тернопіль», квартальнику «Поезія».

## Відзнаки
- Обласна премія імені М. Костенка (2000);
- журналіст року (м. Тернопіль, 2004).